# Amt Schönheit der Arbeit
Das Amt „Schönheit der Arbeit“ war eine Organisation der von Robert Ley geführten Deutschen Arbeitsfront (DAF) und damit eine Gliederung der Nationalsozialistischen Deutschen Arbeiterpartei (NSDAP). Das Amt wurde am 27. November 1933 gegründet, am folgenden Tag wurde es in die NS-Gemeinschaft Kraft durch Freude einbezogen.
Sein Sitz befand sich in der Kaiserallee 25 (heute Bundesallee) in Berlin; Leiter war Albert Speer, Julius Schulte-Frohlinde sein Stellvertreter.

## Aufgaben
Zu den Aufgaben gehörten die Verschönerung von Arbeitsstätten, die Verbesserung von Arbeitsbedingungen, Ergonomie sowie Arbeitssicherheit. Die zunächst winzige Organisation trat dabei in Konkurrenz zu den Gewerbeaufsichtsämtern: Einerseits wurden Betriebsbesichtigungen häufig gemeinschaftlich durchgeführt, andererseits betätigte sich das Amt als ständiger Kritiker und Antreiber der Gewerbeaufsicht, die für die bestehenden Missstände verantwortlich gemacht wurde. Es ist richtig darauf hingewiesen worden, dass die propagierten Verbesserungsvorschläge nur vordergründig eine schönere Arbeitswelt ins Auge fassten; tatsächlich dienten sie der Steigerung der Produktivität, der erhöhten Ausbeutung von Arbeitskraft und Produktionsmitteln, der Vorgaukelung einer NS-Volksgemeinschaft von Führung und Belegschaft sowie der Einsparung von Metallen, welche der Rüstungsindustrie vorbehalten bleiben sollten.

## Aktivitäten

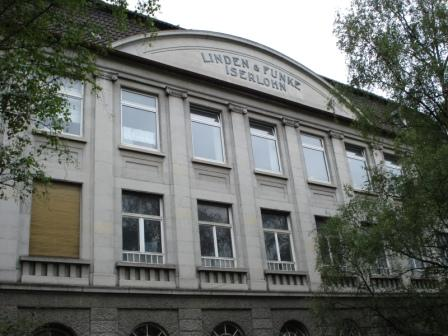
Das Gemeinschaftshaus von Linden & Funke in Iserlohn wurde nach Plänen des ASdA errichtet und 1936 eröffnet.

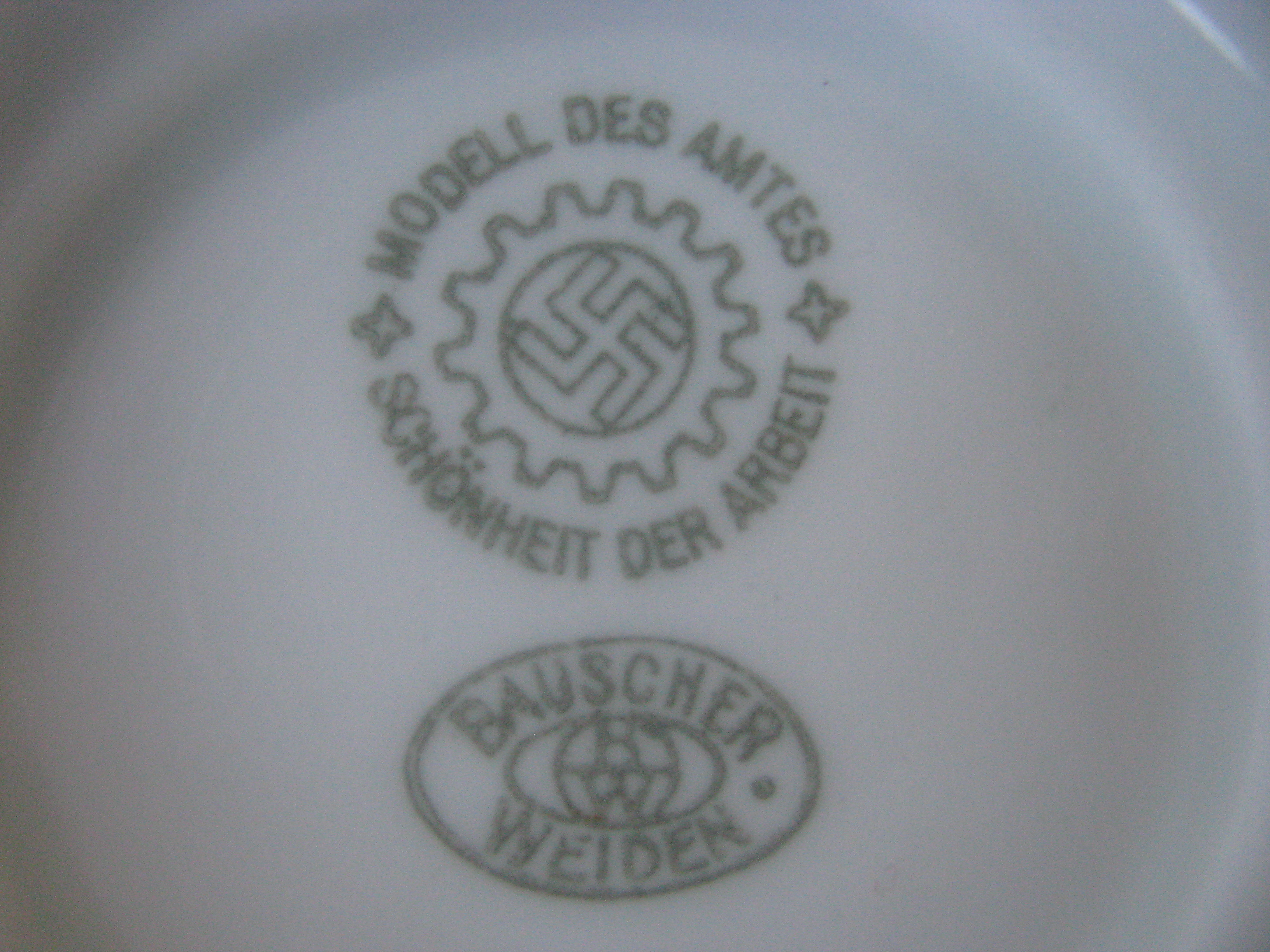
Kantinengeschirr wurde mit einer Bodenmarke als mustergültig im Sinne des ASdA ausgewiesen, hier eine Suppentasse von Bauscher für die Deurag-Nerag.

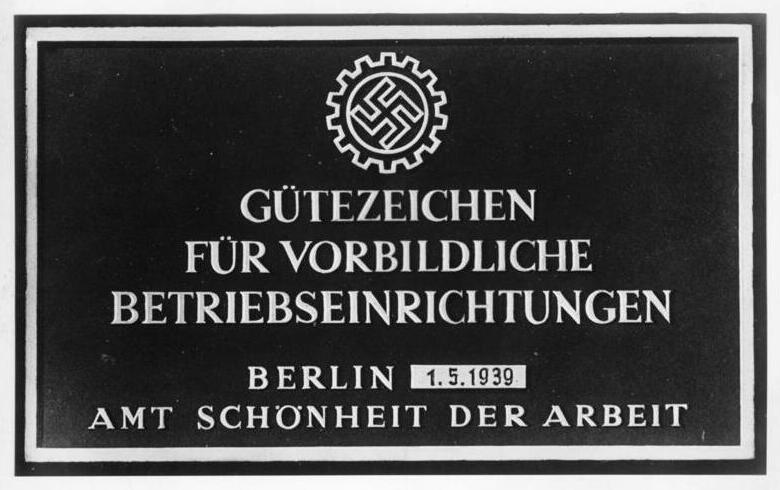
Firmen, die das Gütezeichen für vorbildliche Betriebseinrichtungen vorweisen konnten, durften auf lukrative staatliche Aufträge hoffen.

Das Amt publizierte diverse Broschüren mit detaillierten Musterplänen, zum Beispiel für die Einrichtung von Waschräumen und Toiletten. Auf Veranlassung des Amtes wurden Kantinen, Aufenthaltsräume, Werksbibliotheken, Sport- und Sanitäranlagen eingerichtet sowie Kameradschaftsabende und Werkssportfeste organisiert. Die Kosten dieser Maßnahmen beliefen sich bis 1939 auf rund 200 Millionen Reichsmark, die von den Unternehmen getragen werden mussten. Bei Umsetzung amtlicher Vorgaben besonders eifrige Betriebe erhielten den Ehrentitel „Nationalsozialistischer Musterbetrieb“.
Die Aktionen des Amtes „Schönheit der Arbeit“ standen unter jährlich wechselnden Mottos: 1934 „Entrümpelung der Betriebe“, 1935 „Kampf dem Betriebslärm“, 1936 „Gutes Licht, gute Arbeit“, 1937 „Saubere Menschen im sauberen Betrieb“, 1938 „Gesunde Luft im Arbeitsraum“ und 1939 „Warmes Essen im Betrieb“.
Da die nationalsozialistische Propaganda durch Einführung „schlicht“ gestalteter Alltagsgegenstände eine quasi „überzeitliche Ewigkeitsgültigkeit“ anstrebte, beauftragte das Amt den bereits in ähnlicher Richtung wirkenden Heinrich Löffelhardt ab 1935 mit der Entwicklung des Kantinengeschirrs „Modell I“. Für die Umsetzung in Mutter- und Arbeitsformen war die Porzellanfabrik Gebrüder Bauscher in Weiden zuständig, wobei unter deren Ägide bis 1941 noch drei weitere, auch den Bedarf an feinerem Porzellan deckende, Geschirrentwürfe entstanden. Für die Herstellung dieser Modelle waren zunächst lediglich 10, späterhin sogar nur 5 Betriebe zugelassen. Hierbei kamen regelmäßig Häftlinge und Zwangsarbeiter zum Einsatz. Verbreitung fanden diese Kantinengeschirre hauptsächlich bei Wehrmacht und Waffen-SS.
Mit Kriegsbeginn drängte das Motiv der Produktivitätssteigerung andere Bemühungen vollends in den Hintergrund: Eine bessere Ausleuchtung von Arbeitsplätzen diente der Reduzierung von Ausschuss, verbesserte Hygiene verringerte den Krankenstand. Nahmen die Mitarbeiter ihre Mahlzeiten im Betrieb ein, konnte der Verbrauch besser gesteuert werden, vor allem der von unerwünschten Importprodukten. Nebenbei konnten die Gespräche der Mitarbeiter zentral belauscht werden, womit eine Solidarisierung innerhalb von Kleingruppen am Arbeitsplatz eingedämmt werden konnte. Betriebssport diente immer auch der Wehrertüchtigung.

## Nationalsozialistische Musterbetriebe
Seit 1937 wurde im Rahmen des am 29. August 1936 von der Deutschen Arbeitsfront (DAF) ins Leben gerufenen Leistungskampfs der deutschen Betriebe die Auszeichnung „nationalsozialistischer Musterbetrieb“ verliehen. Den Beschäftigten wurde mit diesem Leistungskampf die Verwirklichung sozialer Gerechtigkeit suggeriert, wobei gleichzeitig für die DAF geworben wurde. Durchgeführt wurde der Wettkampf vom „Amt für soziale Selbstverantwortung“ der DAF. Die Ehrungen durch Adolf Hitler oder Robert Ley fanden jährlich am 1. Mai, dem „Tag der nationalen Arbeit“, statt. Die ausgezeichneten Firmen erhielten mit der Überreichung der Urkunde „das Recht, die Flagge der Deutschen Arbeitsfront mit goldenem Rad und goldenen Fransen zu führen“. Diese ein Jahr lang geführte Flagge wurde üblicherweise kurz als „Goldene Fahne“ der DAF bezeichnet. Zwar nahmen die Beschäftigten die damit verbundenen sozialen Verbesserungen gern an; allerdings war die Teilnahme an den Leistungskämpfen oft mit verstärkter Zeitnot bei der Arbeit sowie mit erhöhtem Druck seitens Unternehmensleitung und DAF verbunden.
Insgesamt führten 297 Betriebe die „Goldene Fahne“.
| Name des Betriebes                                                                              | Ort                                    | Jahr             |
| ----------------------------------------------------------------------------------------------- | -------------------------------------- | ---------------- |
| AEG – Allgemeine Elektrizitätsgesellschaft Fabrik für Elektroheizungen                          | Nürnberg                               | 1938             |
| Adolf Ahlers Textilwerk                                                                         | Herford                                | 1939             |
| AGO Flugzeugwerke                                                                               | Oschersleben                           | -                |
| Alfred Kühne                                                                                    | -                                      | 1937             |
| Astrawerke                                                                                      | Chemnitz                               | -                |
| Automobilwerke Ludwigsfelde                                                                     | Ludwigsfelde                           | -                |
| A. Weyermann Söhne, Samt- und Seidenweberei                                                     | Dülken/Rheinland                       | 1938             |
| Barmenia                                                                                        | Leipzig                                | -                |
| Bayerische Gemeindebank München                                                                 | München                                | 1937             |
| Becker & Bernhard, Weberei                                                                      | Langenfeld                             | 1937             |
| Berliner-Kindl-Schultheiss-Brauerei                                                             | Berlin                                 | 1937             |
| Berzelius Metallhütten GmbH                                                                     | Duisburg-Wanheim                       | 1938             |
| Buchdruckerei Leopold Kell A.G. – Weißenfeller Tageblatt                                        | Weißenfels                             | 1938             |
| Bochumer Anzeiger                                                                               | Bochum                                 | 1939             |
| Bochumer Verein                                                                                 | Bochum                                 | 1937             |
| Gebr. Böhler & Co. Aktiengesellschaft                                                           | Düsseldorf                             | 1941             |
| Brabag Braunkohle-Benzin A.G.                                                                   | Böhlen, Magdeburg, Schwarzheide, Zeitz | 1939             |
| Braunkohlenbergwerk und Brikettfabrik Liblar GmbH                                               | Liblar, Bezirk Köln                    | 1938             |
| Breisgau Milchzentrale GmbH                                                                     | Freiburg                               | 1939             |
| Continental AG                                                                                  | Hannover                               | 1942             |
| Curt Schönert Malerei-Werkstätten                                                               | Senftenberg/Niederlausitz              | 1938             |
| Clemens Müller Nähmaschinenwerke                                                                | Dresden                                | -                |
| Deutsche Edelstahlwerke Aktiengesellschaft                                                      | Krefeld                                | 1938             |
| Deutsche Milchwerke                                                                             | Zwingenberg an der Bergstraße          | 1937             |
| Deutsche Kabelwerke AG                                                                          | Ketschendorf Spree                     | 1938             |
| Dr. August Oetker KG                                                                            | Bielefeld                              | 1937             |
| Daimler Benz AG                                                                                 | Stuttgart                              | 1941             |
| Daimler Benz Motoren GmbH                                                                       | Genshagen                              | 1937             |
| Die Bast A.G. Hefefabrik                                                                        | Nürnberg-Buch                          | 1938             |
| Domäne Schweighof                                                                               | Bad Rodach / Coburg                    | 1937             |
| Draht- u. Metallwarenfabrik Rudolf Lang                                                         | Brandenburg/Havel                      | 1937             |
| Dürkopp Adler                                                                                   | -                                      | 1941             |
| Dyckerhoff Portland-Zement-Werke                                                                | Mainz-Amöneburg                        | 1938             |
| EBAWE                                                                                           | -                                      | 1938             |
| Elektromechanische Werkstatt Wieland, Goncerzewicz & Boldt                                      | Berlin                                 | 1938             |
| Escher Wyss AG                                                                                  | Ravensburg                             | -                |
| Fassondreherei Schraubenfabrik Velbert                                                          | Velbert                                | 1937             |
| Fieseler-Flugzeugbau GmbH                                                                       | Kassel-Bettenhausen                    | 1938             |
| Fissan-Werke                                                                                    | -                                      | -                |
| Fleischerei Karl Wilke                                                                          | Quedlinburg                            | 1937             |
| Forschungsinstitut für Kraftfahrwesen                                                           | Stuttgart                              | 1937, 1939, 1940 |
| Friedrich Emil Krauß                                                                            | Schwarzenberg/Erzgeb.                  | 1937             |
| Fritz Leitz Maschinen- und Apparatebau GmbH                                                     | Oberkochen                             | -                |
| Gerhard H. Wempe, Uhren- und Goldwaren                                                          | Hamburg                                | 1937             |
| Fleischerei Herbert Gräbner                                                                     | Berlin-Lichterfelde                    | 1937             |
| Gerhard-Fieseler-Werke                                                                          | Kassel                                 | 1938             |
| Glashütte Hermannsthal                                                                          | Murow in Oberschlesien                 | 1937             |
| Hefefabrik Bast AG                                                                              | Nürnberg-Buch                          | 1938 + 1942      |
| Heinrich Franck Söhne GmbH, Werk Halle/Saale – Kaffee-Zu- und Ersatz-Fabrik                     | Halle / Saale                          | 1938             |
| Hermsdorf Schomburg Isolatoren Ges. (HESCHO)                                                    | Kahla                                  | 1937             |
| Herrenwäsche Seidensticker                                                                      | Bielefeld                              | 1937             |
| Henkel                                                                                          | Düsseldorf                             | -                |
| Helios-Wirkmaschinenzubehör GmbH                                                                | Hohenstein-Ernstthal                   | 1937             |
| Hoesch Schacht Kaiserstuhl II                                                                   | Dortmund                               | 1937             |
| B. Hoogen & Co. Zwirnerei und Nähfadenfabrik                                                    | Dülken/Rheinland                       | 1937             |
| Hubaleck & Cie Bimsbaustoffwerk                                                                 | Koblenz-Weißenthurm                    | 1938             |
| Joh. A. Benckiser                                                                               | Ludwigshafen                           | 1933             |
| Johann Weiß Brasiltabakfabrik                                                                   | Landshut                               | 1937             |
| Karlsruher Versicherungen                                                                       | Karlsruhe                              | -                |
| Kohlengroßhandlung und Transporte Rudolf von der Linde                                          | Alsdorf                                | 1938             |
| Krauß-Werke                                                                                     | Schwarzenberg im Erzgebirge            | 1937             |
| Konditorei und Kaffeehaus Engemann                                                              | Cottbus                                | 1938             |
| Kugelfischer                                                                                    | Schweinfurt                            | 1941             |
| Kühne + Nagel                                                                                   | -                                      | -                |
| Kunstmühlen-Werke Franz Lucke                                                                   | Leipzig-Stahmeln                       | -                |
| Land-Feuersozietät Prov. Sachsen                                                                | Magdeburg                              | 1937             |
| Leipziger Wollkämmerei                                                                          | Leipzig                                | 1937             |
| Paul Liepe & Co, Auto-Reparaturwerkstatt                                                        | Magdeburg                              | 1937             |
| Maschinenfabrik H. A. Waldrich KG                                                               | Siegen                                 | -                |
| Maggi-Gesellschaft m.b.H                                                                        | Berlin                                 | 1938             |
| Mauxion                                                                                         | Saalfeld a. d. Saale                   | -                |
| Max Woelm                                                                                       | Spangenberg                            | -                |
| Melitta                                                                                         | Minden (Westf.)                        | 1941             |
| Meller Möbelfabrik                                                                              | Melle                                  | 1939             |
| Messerschmitt GmbH                                                                              | Nürnberg                               | 1941             |
| Perthes Verlag                                                                                  | Gotha                                  | -                |
| Gut Pennerhorn                                                                                  | Kreis Schlarpe in Pommern              | 1937             |
| Polte Armaturen-Maschinen- und Metallwaren-Fabrik O.H.G.                                        | Magdeburg                              | 1938             |
| Portland-Zementwerke Heidelberg AG                                                              | Werk Mainz-Weisenau                    | 1937             |
| Postamt Berchtesgaden                                                                           | Berchtesgaden                          | 1937             |
| Postamt Sommerfeld                                                                              | Niederlausitz                          | 1938             |
| Preussag                                                                                        | -                                      | -                |
| Provinzial-Feuerversicherungsanstalt der Rheinprovinz                                           | Düsseldorf                             | 1938             |
| Quantmeyer & Eicke, Textileinzelhandelsunternemen                                               | Berlin                                 | 1938             |
| Reederei Braunkohle GmbH & Co, Schiffsart und Umschlag                                          | Köln und Wesseling                     | 1937             |
| Reichsbank                                                                                      | Berlin                                 | 1942             |
| RWE – Rheinisch-Westfälische Elektrizitätswerke A.G. Betriebsverwaltung Wesel                   | Wesel                                  | 1938             |
| Rittergut Peseckendorf, Landwirtschaftlicher Betrieb Friedrich Schaeper                         | Peseckendorf bei Hadmersleben          | 1938             |
| Schaerer-Werke GmbH, Werkzeugmaschinenfabrik                                                    | Karlsruhe                              | 1938             |
| Schäffer & Budenberg                                                                            | Buckau                                 | 1937             |
| Schiesser                                                                                       | Radolfzell                             | 1940             |
| Schmidt Söhne, Kakao- und Schokoladenfabrik                                                     | Bodetz-Olchersleben                    | 1937             |
| Schülke & Mayr                                                                                  | Norderstedt                            | 1941             |
| Landwirtschaftlicher Betrieb Schwerdtfeger                                                      | Hinsdorf bei Dessau                    | 1937             |
| Sperrholzwerk Ebersberg Obb., Furniere – Inh. Kurt Rhode                                        | Ebersberg in Oberbayern                | 1937             |
| Spinnerei und Weberei Kottern                                                                   | Kempten-Kottern                        | 1937/38          |
| Spinnhütte Celle                                                                                | Celle                                  | 1937             |
| Spiralbohrer-Werke R. Stock & Co.                                                               | Berlin-Marienheide                     | 1937             |
| Sprengstoff und pyrotechnische Fabriken, vorm. Lechfeld & Depyfag GmbH Sprengstoffwerk Neumarkt | Neumarkt (Opf.)                        | 1938             |
| Steinwerke Meys & Co                                                                            | Luckenbach/Oberwesterwald              | 1938             |
| Staatliches Fernheiz,- Elektrizitäts- und Wasserwerk                                            | Kassel                                 | 1937             |
| Stahlwerke Bochum                                                                               | Bochum                                 | 1941             |
| Steinkohlegrube St. Ingbert                                                                     | St. Ingbert                            | -                |
| Gebrüder Stollwerck A.G.                                                                        | Köln                                   | 1937             |
| Suhl Werke für Waffen, Fahrzeuge und Werkzeugmaschinen                                          | Weimar Meuselwitz                      | 1938             |
| Tabakfabrik Linz                                                                                | Linz                                   | 1938             |
| Technische Berufliche Schule 1 Bochum                                                           | Bochum                                 | -                |
| Thüring. Zellwolle AG                                                                           | Schwarza                               | 1937             |
| Uhrenwerke Ruhla                                                                                | Ruhla                                  | -                |
| Vereinigte Glanzstoff-Fabriken                                                                  | Obernburg                              | 1937/1938        |
| Vereinigte Glanzstoff-Fabriken                                                                  | Sydowsaue                              | 1941             |
| Waschgerätewerk Schwarzenberg                                                                   | Schwarzenberg                          | 1937             |
| Walter Helkenberg, Fassondreherei und Schraubenfabrik                                           | Velbert                                | 1938             |
| Weberei Becker & Bernhard                                                                       | Langenfeld Rhld                        | 1937             |
| Werkzeugmaschinenfabrik Glauchau – Wotan- und Zimmermann Werke AG                               | Glauchau                               | 1937             |
| Willi Woratz -Därme Im- und Export                                                              | Hamburg                                | 1938             |
| Wittenauer Werkzeugmaschinenfabrik Herbert Lindner                                              | Wittenau                               | -                |
| Winklers Verlag                                                                                 | Darmstadt                              | -                |
| F.M. Weber Papier- und Pappen-Fabrik                                                            | Wehlitz                                | 1937             |
| Zementwerk Weisenau                                                                             | Mainz-Weisenau                         | 1937             |
| Zentrum für Psychiatrie Reichenau                                                               | Reichenau                              | 1937             |
| Zschimmer & Schwarz                                                                             | Greiz-Dölau                            | 1941             |

## Veröffentlichungen des Amtes Schönheit der Arbeit (Auswahl)
Monographien
- Das Taschenbuch Schönheit der Arbeit. Zusammengestellt von Anatol von Hübbenet, mit einem Geleitwort des Reichsamtsleiters Prof. Albert Speer, Verlag der Deutschen Arbeitsfront, Berlin 1938. Mit Fotos u. a. von Hugo Schmölz und Dr. P. Wolff & Tritschler
- Karl Nothelfer, Hans Stolper: Das Möbelbuch „Schönheit der Arbeit“ (Bd. 2), Berlin 1937
- Herbert Steinwarz: Der Umkleideraum, Wasch- und Baderaum in gewerblichen Betrieben (Bd. 3), Berlin 1936
- Die Abortanlagen gewerblicher Betriebe (Bd. 4)
- Herbert Steinwarz: Die Unterbringung von Mannschaften auf deutschen Seeschiffen (Bd. 5), Berlin 1936
- Herbert Steinwarz: Speiseräume und Küchen in gewerblichen Betrieben (Bd. 6), Berlin 1939
- Herbert Steinwarz, Georg Mewes, Paul Simma: Das Kameradschaftshaus im Betrieb (Bd. 7), Berlin 1939

Informationsschriften
Von November 1934 bis Juni 1938 erschienen 20 Broschüren, darunter
- Wesen, Aufgaben und Ziele des Amtes ‚Schönheit der Arbeit‘ von Herbert Steinwarz (1937)
- Die Werksfürsorge. DAF, Gau Essen, Hg. Essen 1938

Monatszeitschrift
- Schönheit der Arbeit, seit Mai 1936

Sonderhefte anderer Zeitschriften
- Schönheit der Arbeit (Die Form, Zeitschrift für gestaltende Arbeit, Heft 7, 1935)
- Schönheit der Arbeit auf Baustellen und Schönheit der Arbeit (Baugilde, Februar 1935 und Mai 1937)
- Schönheit der Arbeit auf Baustellen (Das Bauwerk, Mai 1936)
- Schönheit der Arbeit (Fachblatt für Holzarbeiten, November 1936)
- Schönheit der Arbeit (Westermanns Monatshefte, Februar 1937)